# Lapang
Lapang ist eine indonesische Insel des Alor-Archipels. 

## Geographie
Die Insel liegt nördlich der Insel Pantar in der Floressee. Sie gehört zum Distrikt Pantar.